# Герб на Ангола
Гербът на Ангола (от хералдическа гледна точка – емблема) е официален символ на страната от 1992 г. Преди това, действа гербът на Народна Република Ангола, приет след обявяването на независимостта ѝ на 11 ноември 1975 година. Разликата между двата герба е само в името на държавата.

## Описание
В центъра на герба се намират кръстосани мачете и мотика, символизиращи освободителната борба и селското стопанство. Над тях - жълта звезда, сиволизираща международната солидарност и прогрес. Изгряващото слънце означава нова държава. Всички тези символи са обиколени от половин зъбчато колело, което символизира промишлеността, и снопове царевица, кафе и памук — основните селскостопански култури, характерни за Ангола. Под тях е изобразена отворена книга, която символизира образованието и културата. Най-отдолу на герба има златна лента с името на държавата на португалски език – Република Ангола.